# Rippach (Haselbach)
Die Rippach (früherer Name auch die Zell) ist ein etwa 5 km langer linker Zufluss des Haselbachs im Naturpark Frankenhöhe im mittelfränkischen Landkreis Ansbach.

## Name
Die Rippach trug in der Vergangenheit zeitweise auch den Namen Zell.
In der historischen Karte von ca. 1860 des Bayernatlas ist sie von Weihenzell an abwärts als Rippach-Bach, ihr Oberlauf als Zell-Bach beschriftet.
In den 1950er Jahren erscheint sie dagegen unter dem Namen Zell, zum Beispiel in der Schrift "Die Ortsnamen des Landkreises Ansbach" aus dem Jahr 1955.
Ebenso in der Topographischen Karte 1:25 000 von 1956, wo sie durchgehend einschließlich ihres linken Oberlaufs als Zell bezeichnet ist.
Die Topographische Karte 1 : 25 000 von 1970 bezeichnete sie wieder als Rippach und ihren Oberlauf als Zellbach.

## Geographie

### Verlauf
Die Rippach entsteht im Zentrum von Weihenzell auf etwa 380 m ü. NHN aus dem Zusammenfluss von Zellbach und Wernsbach. Sie verläuft überwiegend ostsüdostwärts parallel zur Kreisstraße AN 10.
Sie fließt zunächst in Richtung Süden im Wiesengrund zwischen Ansbacher Straße und der Wohnsiedlung am Südwesthang der Eckertsleiten. An der Papiermühle wendet sie sich nach Südosten und fließt durch eine ehemalige Wassermühle namens Steinmühle. Nach etwa 250 m wird sie von der AN 10 überbrückt, die von hier an nördlich des Bachs verläuft. Nach einem weiteren Kilometer am Fuß der Eckertsleiten erreicht sie die Feßmühle. Die letzte Siedlung vor ihrer Mündung ist Frankendorf, das nördlich der Rippach am Fuß des Hangs unterhalb von Forst zwischen den Waldgebieten Kohlschlag und Dünnholz liegt. Nachdem sie die Staatsstraße 2246 unterquert hat, mündet sie unterhalb von Neubruck auf 347 m ü. NHN in den Haselbach.

### Einzugsgebiet
Das Einzugsgebiet der Rippach ist etwa 34 km² groß. Naturräumlich gesehen liegt es auf den Bibert-Schwabach-Rezat-Platten, einem Teil des Unterraums Südliche Mittelfränkische Platten des Mittelfränkischen Beckens. Mit etwa 480 m ü. NHN ist es am höchsten an seiner Westspitze im Waldgebiet Zimmerlach zwischen der Quelle des Wernsbachs oberhalb des Schleinweihers und dem Dorf Birkenfels. Hier steht das nördlichste der vier Windräder des NorA-Bürgerwindparks Birkenfels.
Landschaftlich ist es ein Mosaik aus mehr oder weniger großen Waldstücken und offener Flur, in der auf den Höhen das Ackerland und in den Tälern die Wiesen dominieren. Darüber verstreut liegen wenige große Dörfer in den Tälern und viele Weiler. Es liegt vollständig im Landkreis Ansbach.
Reihum grenzen die Einzugsgebiete der folgenden Nachbargewässer an:
- im Norden liegt das Einzugsgebiet des parallel laufenden Mettlachbachs;
- im Osten wird es vom aufnehmenden Haselbach begrenzt;
- im Südwesten grenzt das Einzugsgebiet der fast parallel laufenden Fränkischen Rezat an.[7]

### Zuflüsse
Hierarchische Liste der Zuflüsse, jeweils von der Quelle zur Mündung. Mit Gewässerlänge, Einzugsgebiet und Höhe. Die genannten Zahlen sind ca.-Werte, die auf Messungen im BayernAtlas beruhen. Andere Quellen für die Angaben sind vermerkt. Zum Vergleich werden auch die entsprechenden Angaben zur Rippach selbst genannt.
| Zufluss            | Zufluss    | Zufluss    | Zufluss             | Mündung        | Mündung | Mündung               | Bemerkungen                     |
| Name               | Lage       | Länge (km) | Einzugsgebiet (km²) | Höhe (m.ü.NHN) | bei km  | Ort                   |                                 |
| ------------------ | ---------- | ---------- | ------------------- | -------------- | ------- | --------------------- | ------------------------------- |
| Zellbach           | linker OL  | 6,8        | 10,7                | 380            | 5,1     | Weihenzell            |                                 |
| Wernsbach          | rechter OL | 6,8        | 14,4                | 380            | 5,1     | Weihenzell            |                                 |
| Muckenwiesengraben | rechts     | 2,9        | 2,5                 | 370            | 3,7     | Steinmühle            |                                 |
| Gründleinsbach     | rechts     | 2,3        | 2,4                 | 368            | 3,4     | Kläranlage Weihenzell |                                 |
| Dorfbach           | rechts     | 1,6        | 1,2                 | 363            | 2,7     | Feßmühle              |                                 |
| Dünnholzgraben     | links      | 1,4        | 0,9                 | 357            | 1,8     | Frankendorf           |                                 |
| Rippach            | n. a.      | 5,1        | 34,0                | 347            | 0,0     | Neubruck              | Länge mit OL Wernsbach: 11,9 km |

### Flusssystem Haselbach
- Fließgewässer im Flusssystem Haselbach

### BayernAtlas („BA“)
Amtliche Online-Gewässerkarte mit passendem Ausschnitt und den hier benutzten Layern: Lauf und Einzugsgebiet der Rippach

Allgemeiner Einstieg ohne Voreinstellungen und Layer: BayernAtlas der Bayerischen Staatsregierung (Hinweise)
1. 1 2 3 4 5  Höhe abgefragt auf dem Hintergrundlayer Amtliche Karte (Rechtsklick).
2. 1 2  Länge abgemessen auf dem Hintergrundlayer Amtliche Karte.
3. 1 2  Einzugsgebiet abgemessen auf dem Hintergrundlayer Amtliche Karte.

### Sonstige
1. ↑  Historische Topographische Karten 1 : 25 000. In: BayernAtlas. Landesamt für Digitalisierung, Breitband und Vermessung, abgerufen am 7. August 2023.
2. ↑  Elisabeth Fechter: Die Ortsnamen des Landkreises Ansbach. Inaugural-Dissertation. Erlangen 25. Juli 1955, DNB 480570132, OCLC 872378821, S. 131, 137, 152 (212 S., Eintrag Methlach: "... Methlach, einem in der Mitte zwischen Bibert und Zell fließenden Bach ..."; Eintrag Neubruck: "... Übergang über die Zell, kurz vor deren Einmündung in die Haslach." Eintrag Papiermühle: "... zu einer der zahlreichen Mühlen im Zell- oder Wernsbachgrund ...").
3. ↑  Blatt 6629 Ansbach Nord. In: Bayer. Landesvermessungsamt (Hrsg.): Topographische Karte 1:25.000. München 1956 (bayern.de [PDF]).
4. ↑  Blatt 6629 Ansbach Nord. In: Bayer. Landesvermessungsamt (Hrsg.): Topographische Karte 1:25.000. München 1970 (bayern.de [PDF]).
5. ↑  Relation: Rippach (16140477). In: OpenStreetMap. OSM, abgerufen am 30. Juli 2023.
6. ↑  Franz Tichy: Geographische Landesaufnahme: Die naturräumlichen Einheiten auf Blatt 163 Nürnberg. Bundesanstalt für Landeskunde, Bad Godesberg 1973. → Online-Karte (PDF; 4,0 MB)
7. ↑  Quellschüttung Regnitz. In: Gewässerkundlicher Dienst Bayern. Bayerisches Landesamt für Umwelt, 2023, abgerufen am 27. Juli 2023.